# Cruguel
Cruguel (bret. Krugell) – miejscowość i gmina we Francji, w regionie Bretania, w departamencie Morbihan.
Według danych na rok 1990 gminę zamieszkiwało 618 osób, a gęstość zaludnienia wynosiła 36 osób/km² (wśród 1269 gmin Bretanii Cruguel plasuje się na 768. miejscu pod względem liczby ludności, natomiast pod względem powierzchni na miejscu 590.).